# Franz Gerber (Fußballspieler)
Franz Gerber (* 27. November 1953 in München) ist ein ehemaliger deutscher Fußballspieler, -trainer und -manager.

## Karriere

### Spieler
Nach einem Jahr im Jugendverein TSV Eching wechselte Gerber 1964 in die Jugendabteilung des FC Bayern München, der er bis 1971 angehörte. Zur Saison 1971/72 gehörte er dem Profikader an und gab unter Trainer Udo Lattek am 15. April 1972 (28. Spieltag) – in der 69. Minute für Willi Hoffmann eingewechselt – beim 3:1-Sieg im Heimspiel gegen Hannover 96 seinen Einstand in der höchsten Spielklasse.
Aufgrund der leistungsstarken Konkurrenz im Bayern-Kader (Gerd Müller, Uli Hoeneß, Franz Krauthausen, Edgar Schneider, Bernd Dürnberger) wechselte er zur Saison 1972/73 zum FC St. Pauli, mit dem er prompt Regionalliga-Meister wurde, aber in der Aufstiegsrunde zur Bundesliga – wie auch in der Folgesaison – scheiterte.
Seine 33 Tore in der Saison 1973/74 machten auch den Bundesligisten Wuppertaler SV auf ihn aufmerksam, der ihn letztendlich auch unter Vertrag nahm. Gerbers 12 Treffer in 30 Spielen konnten den Abstieg am Ende der Saison allerdings nicht verhindern. Der Aufstieg glückte „den Bergischen“ 1975/76 ebenso wenig; der WSV belegte trotz Gerbers 19 Toren in 32 Spielen nur den 5. Tabellenplatz. Meisterschaft und Bundesliga-Aufstieg gelangen dem Torjäger und Torschützenkönig der 2. Liga Nord (27 Tore) erst in der Folgesaison – aber im Trikot des FC St. Pauli. Dort erging es ihm aber wie zuvor mit Wuppertal: Dem Bundesligaaufstieg folgte 1978 – trotz Gerbers 16 Toren – der sofortige Wiederabstieg.
Von 1978 bis 1980 – Gerber zog es wieder in die alte Heimat – stand er beim Zweitligisten TSV 1860 München unter Vertrag; letzte Spielzeit – nachdem der Aufstieg gelang – in der Bundesliga, die im Vergleich zu Wuppertal und St. Pauli entgegengesetzt verlief: Die „60er“ schafften den Klassenerhalt; Franz Gerber traf in 12 Spielen lediglich zweimal.
1980/81 unterschrieb er beim Zweitligisten ESV Ingolstadt, für den er 23 Mal traf und den 16. Tabellenplatz belegte. 1981/82 wurde die eingleisige 2. Bundesliga eingeführt, in der dem Süden und Südwesten insgesamt 10 Plätze zustanden. Ingolstadts Abstieg in die Amateuroberliga veranlasste Gerber nach Kanada und anschließend in die Vereinigten Staaten zu wechseln, wo er für die Calgary Boomers (Kanada), die Tulsa Roughnecks und die Tampa Bay Rowdies (USA) aktiv war.
Zur Saison 1984/85 kehrte er nach Deutschland zurück und brachte es – mittlerweile 31-jährig – beim Zweitligisten Hannover 96 in 37 Einsätzen noch auf 12 Tore und konnte seinen dritten Aufstieg in die Bundesliga feiern; aber auch hier folgte der Abstieg ein Jahr später. Gerber lief 1985/86 noch in 18 Erstligaspielen auf.
Seine letzte Station war der Zweitligist FC St. Pauli, für den er in der Saison 1986/87 mit 15 Toren in 34 Spielen am Erreichen des dritten Tabellenplatzes beteiligt war. Am 22. Juli 1987 (1. Spieltag) – beim 3:0-Auswärtssieg bei der SG Union Solingen – verletzte er sich schwer, sodass er in der 46. Minute (für André Golke) ausgewechselt werden und seine Karriere mit nur einem Ligaspiel beenden musste.
Gerber kam in 93 Bundesliga- (30 Tore), 213 Zweitliga- (115 Tore), 18 DFB-Pokal-Spielen (7 Tore) und 76 Spielen (35 Tore) in Übersee zum Einsatz.

### Manager und Trainer
Franz Gerber bekleidete von 1989 bis 1996 das Amt des Sportlichen Leiters beim TuS Celle FC und fungierte in diesem Zeitraum mehrmals als Interims- und A-Jugendtrainer.
Die Funktion des Sportlichen Leiters/Sportdirektors und Trainers übte er aus:
- 1996 bis 1999 und Juli bis Dezember 2001 bei Hannover 96
- Januar bis Dezember 2000 beim BV Cloppenburg
- Januar bis Juni 2001 und April bis Juni 2002 beim VfB Oldenburg
- Juli bis Dezember 2002 beim FC St. Pauli
- Dezember 2006 bis August 2007 beim Goslarer SC 08
- September bis Dezember 2007 bei der Nationalmannschaft von Madagaskar
- 27. Februar 2010 bis 31. Mai 2013 als Sportdirektor[2] beim SSV Jahn Regensburg
- 4. November 2012 bis 1. Januar 2013 als Interimstrainer beim SSV Jahn Regensburg
- Ab Oktober 2015 Interimstrainer beim BSV Rehden[3][4]
- 11. Juni 2019 bis Oktober 2019[5] sportlicher Leiter beim FC Gießen
- Seit Sommer 2020 Geschäftsführer bei Rot-Weiß Erfurt[6]

## Sonstiges
Wegen seiner Vorliebe für Reptilien erhielt Gerber – der zudem eine Sportagentur leitet – schon früh den Spitznamen „Schlangenfranz“. Früher hielt er in seiner Wohnung Schling- und Ringelnattern sowie eine Kreuzotter.
Der am 28. November 1979 geborene Sohn Fabian – bis 2013 beim FC Ingolstadt 04 aktiv – spielte zwischenzeitlich in der 2. Bundesliga für den FC St. Pauli und war zuvor – wie sein Vater – in Celle und Hannover tätig. Seit 2021 ist er – wie sein Vater – beim FC Rot-Weiß Erfurt tätig.